# 塩田定市
塩田 定市（しおだ ていいち、1886年（明治19年）6月17日 - 1940年（昭和15年）12月20日）は、大日本帝国陸軍軍人。最終階級は陸軍中将。功三級

## 経歴
1886年（明治19年）に福岡県で生まれた。陸軍士官学校第21期、陸軍大学校第31期卒業。1933年（昭和8年）に陸軍歩兵大佐進級と同時に徳島連隊区司令官に就任した。1935年（昭和10年）に歩兵第47連隊長を経て、1937年（昭和12年）に陸軍少将に進級と同時に歩兵第12旅団長に就任した。
1939年（昭和14年）9月に台湾混成旅団長（第21軍）に転じ、日中戦争に出動。第21軍主力と離れ、南寧で第5師団と共に行動中、国民党軍15個師以上の攻撃を受け悪戦苦闘したが、第18師団・近衛混成旅団の救援により反撃した。同年10月には陸軍中将に進級し、賓陽作戦でも戦果を収めた。旅団長在職時に健康が害したことにより、1940年（昭和15年）8月に東京湾要塞司令官に就任したが、同年12月20日に死去。